# Morro Itacolomi
O Morro Itacolomi ou Pico do Itacolomi é uma formação rochosa de arenito localizada no município de Gravataí, no Rio Grande do Sul, no Brasil. É um dos símbolos da cidade, figurando em seu brasão. De origem tupi, o termo "Itacolomi" significa "guri de pedra", através da junção dos termos itá (pedra) e kunumĩ (guri). Situa-se a cerca de 12 km do Centro da cidade, podendo ser visto de boa parte da Região Metropolitana de Porto Alegre. É recoberto de densa mata, a qual abriga rica fauna típica da Mata Atlântica brasileira.
Berço da escalada gaúcha, o Pico do Itacolomi foi, por muitos anos, o principal campo-escola de várias gerações de escaladores. Atualmente, o local ainda é um dos pontos preferidos de muitos escaladores devido à qualidade de suas vias (de 4 a 9 graus) e pelo seu valor histórico. Por outro lado, o Itacolomi está abandonado: problemas ecológicos e socioculturais o ameaçam.

## História
As primeiras ascensões das montanhas gaúchas iniciaram no ano de 1950 quando Edgar Kittelmann, Sérgio P. Machado (na época, presidente do Clube Excursionista Farroupilha) e seus amigos tiveram a ideia de alcançar o topo do Pico dos Gravatás, localizado no conjunto de morros do Itacolomi, em Gravataí.
Após a definição e o reconhecimento da parede a ser vencida, notaram que técnicas de escalada em rocha precisavam ser empregadas. Foi então que Edgar e seus amigos tomaram a iniciativa de procurar informações ou alguém que se dispusesse a lhes ensinar técnicas de segurança. Em Porto Alegre, encontraram o professor Giuseppe Gâmbaro, que era educador físico, trabalhava na Sociedade de Ginástica Porto Alegre e possuía larga experiência esportiva. Praticara esqui e trabalhara como guia de montanha na Itália. O que mais chamava a atenção em sua história era que já havia tentado realizar algumas ascensões nas paredes do Itaimbezinho - cânion localizado no Parque Nacional dos Aparados da Serra, em Cambará do Sul.
A partir deste momento, foram muitas as semanas de preparação. Além da experiência, o grupo adquiriu: cordas de sisal, elos de corrente para a improvisação de proteções que seriam fixadas na rocha, distorcedores metálicos para a confecção de mosquetões e tacos de madeira para a confecção de escadas. Foi então que, em 1953, o grupo liderado por Edgar Kittelmann (portador de paralisia infantil) com equipamentos precários, força de vontade e espírito de aventura, alcançou o topo do Pico dos Gravatás. Estava assim concluída a primeira via de escaladas do Rio Grande do Sul denominada Via Sul e graduada como 5°.
Em 2003, a Lei Estadual 149/2003 tornou o Morro Itacolomi patrimônio cultural gaúcho.

## Imagens adicionais

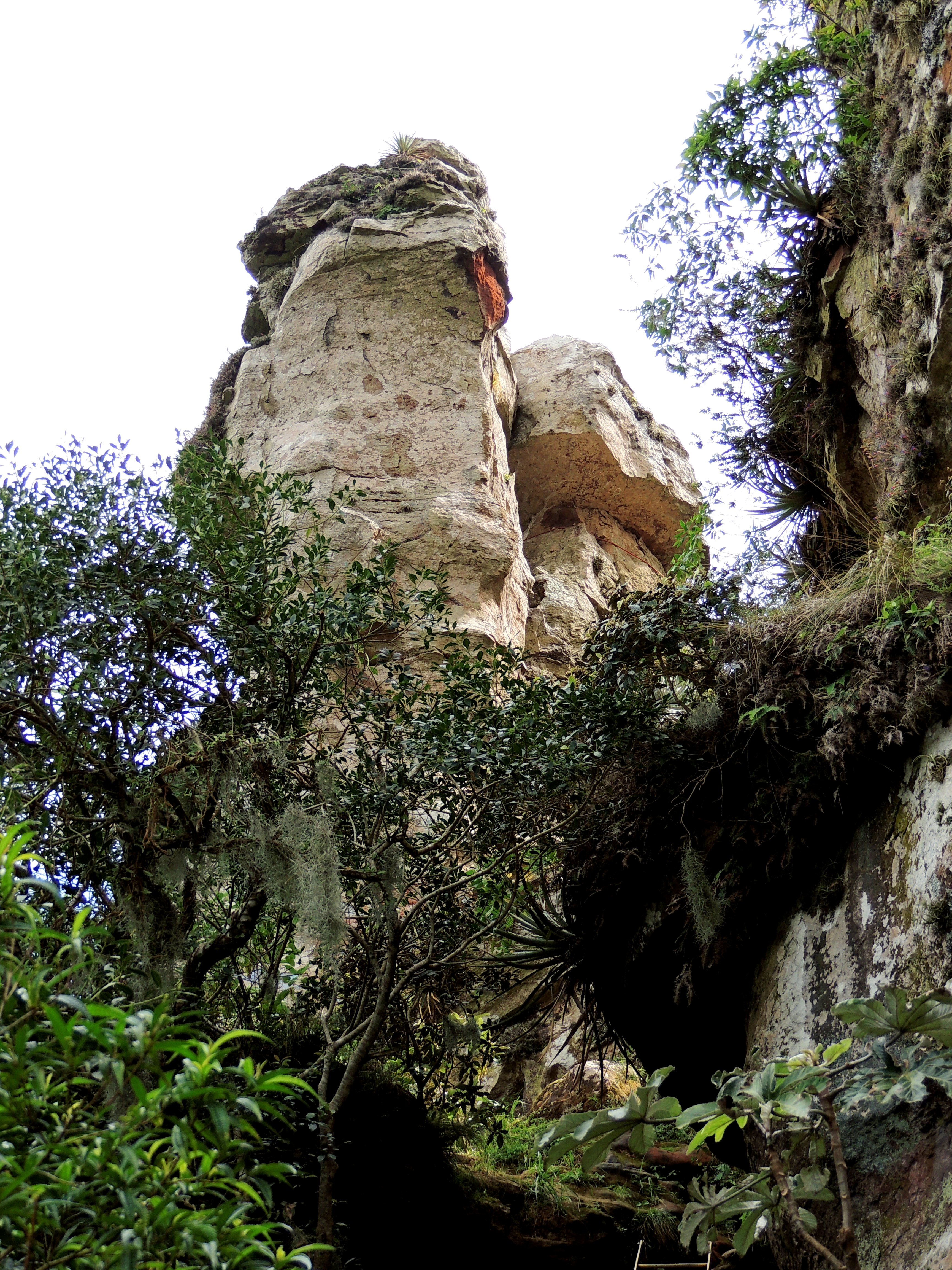
Vista Lateral de uma das formações rochosas do Morro Itacolomi.
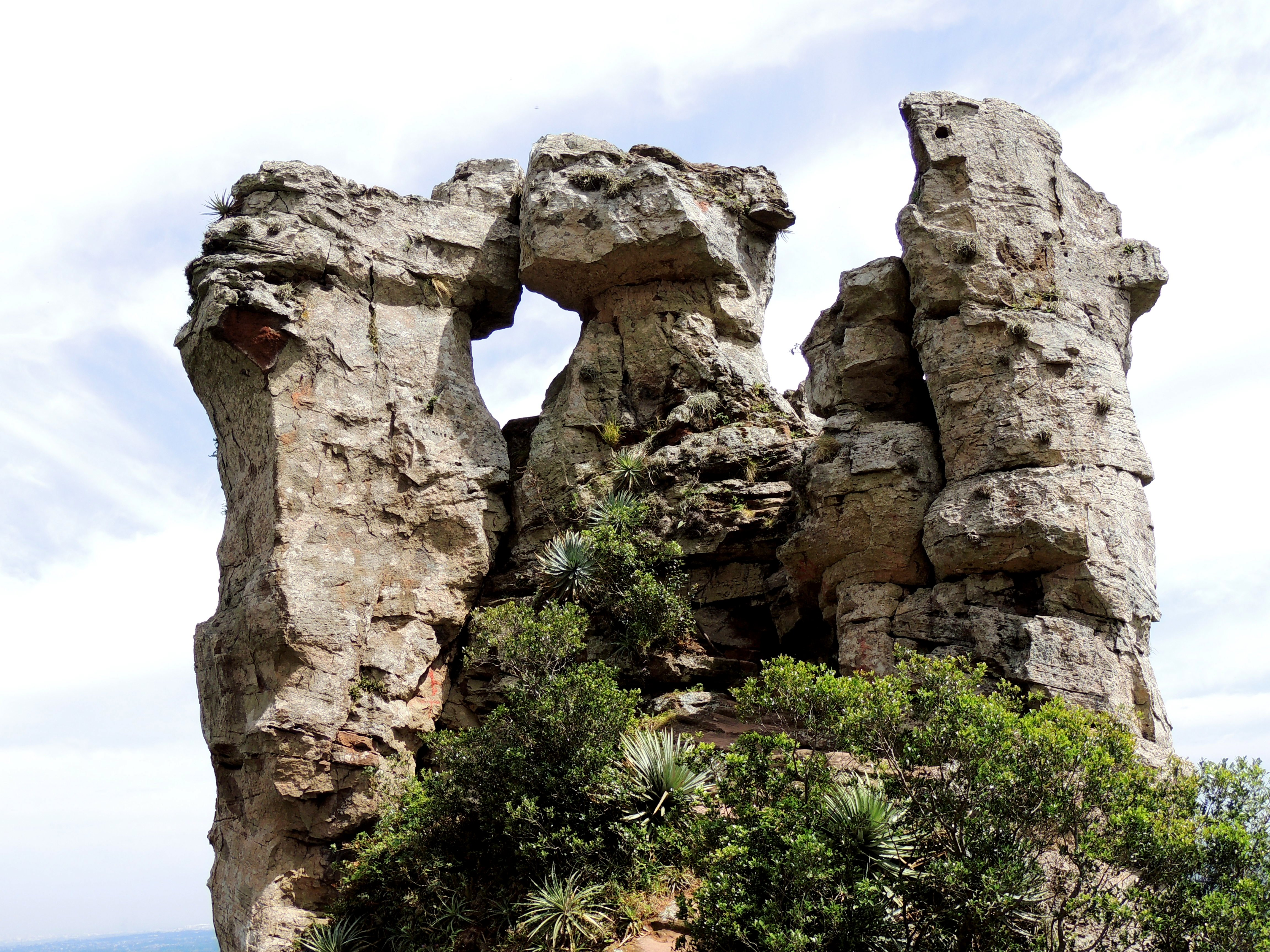
Vista interior da parte superior.
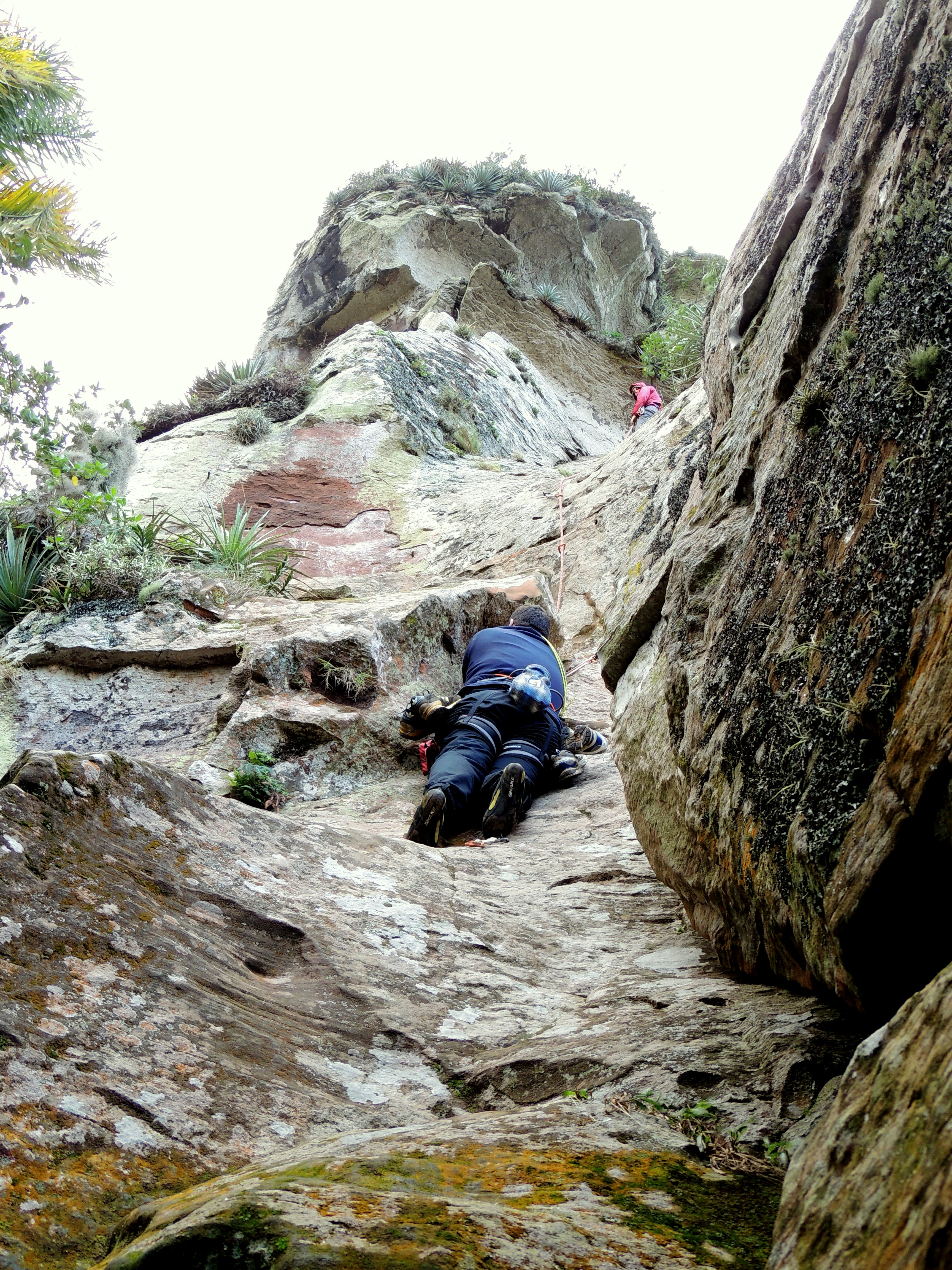
Pratica de Escalada em Rocha.
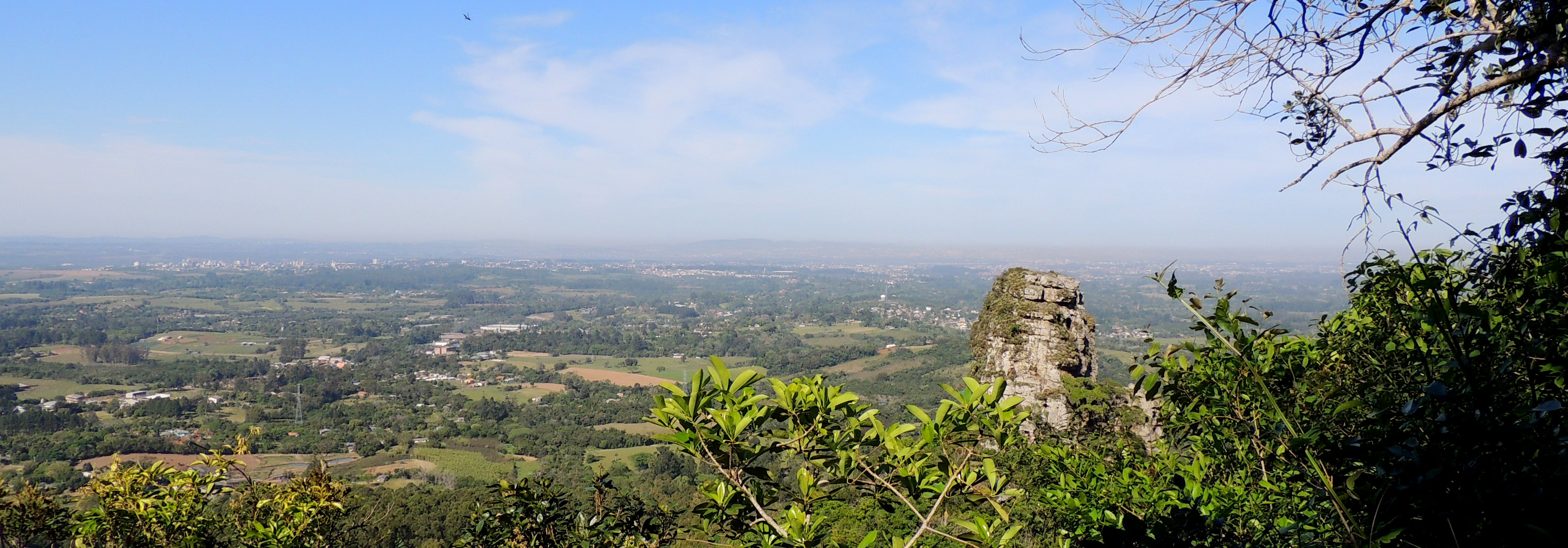
Vista panorâmica da parte mais alta do morro.
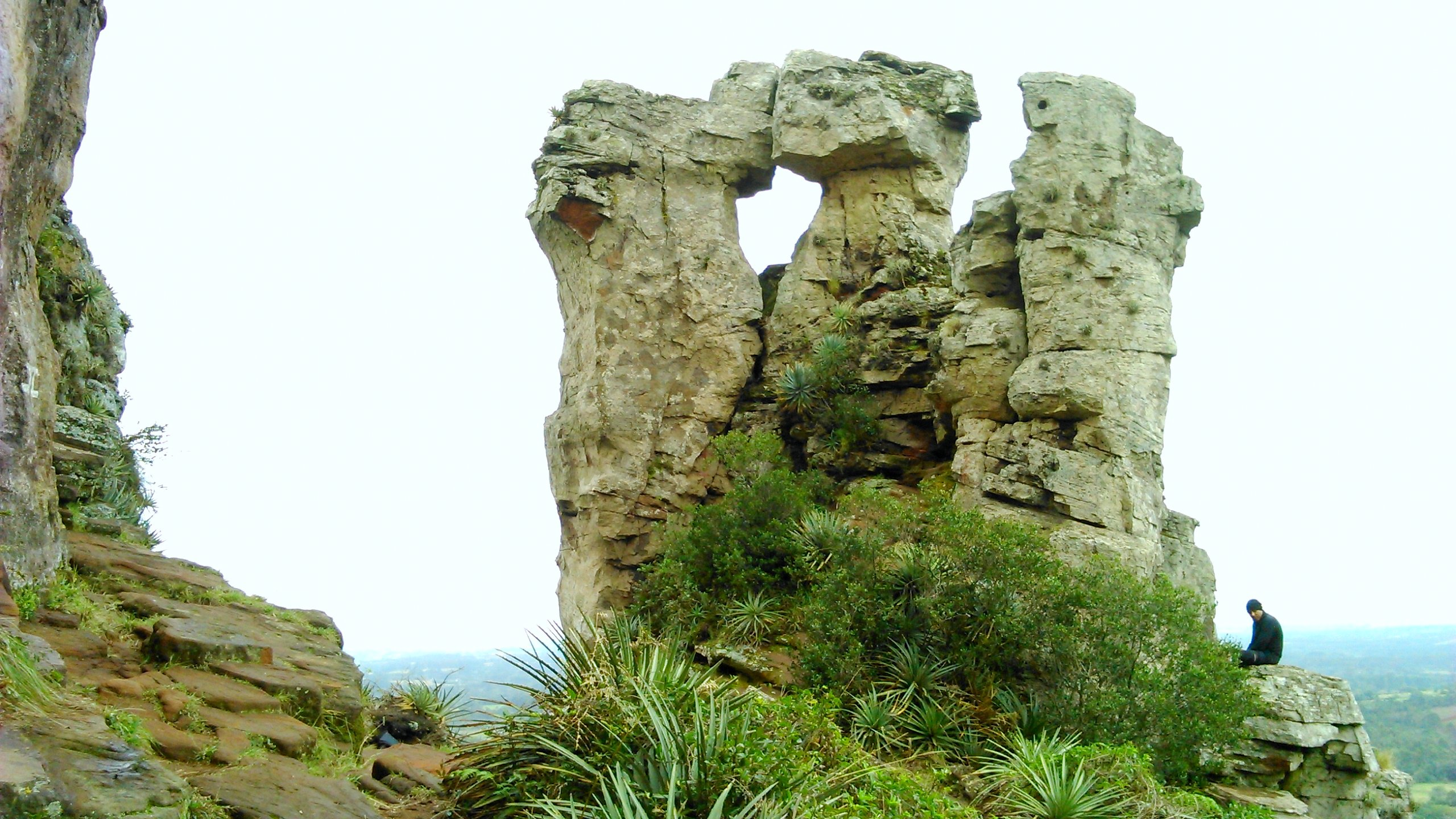
Imagem de uma das formações com uma pessoa sentada para auxiliar na ideia de proporção e tamanho.